# Lista najwyższych budynków w Osace
Osaka jest jednym z największych miast w Japonii. Jest to także jedno z największych skupisk wieżowców w tym kraju. Znajdują się tu wysokie budynki, z których pięć przekracza 200 m wysokości. Ponad 150 m ma jeszcze ponad trzydzieści innych obiektów. 
Obecnie (marzec 2015) nie trwa budowa żadnego nowego budynku.

## Najwyższy budynki

### 10 najwyższych budynków
| Lp. | Nazwa (pl i ja)                                                | Wysokość (m / ft) | Piętra | Rok ukończenia | Przeznaczenie (główne)     | Współrzędne                                 | Zdjęcie | Przypisy             |
| --- | -------------------------------------------------------------- | ----------------- | ------ | -------------- | -------------------------- | ------------------------------------------- | ------- | -------------------- |
| 1.  | Abeno Harukas 阿部野橋ターミナルビルタワー館                   | 300,0 / 984       | 60     | 2014           | hotel / biurowiec / handel | 34°38′46″N 135°30′49″E/34,646111 135,513611 |         | [ 1 ] [ 2 ] [ 3 ]    |
| 2.  | Osaka Prefectural Government Sakishima Building 大阪府咲洲庁舎 | 256,0 / 840       | 55     | 1995           | biurowiec                  | 34°38′17″N 135°24′54″E/34,638056 135,415000 |         | [ 5 ] [ 6 ] [ 7 ]    |
| 3.  | The Kitahama ザ キタハマ                                       | 209,0 / 686       | 54     | 2009           | mieszkalny                 | 34°41′21″N 135°30′26″E/34,689167 135,507222 |         | [ 9 ] [ 10 ] [ 11 ]  |
| 4.  | X-Tower Osaka Bay クロスタワー大阪ベイ                         | 201,0 / 659       | 54     | 2006           | mieszkalny                 | 34°40′06″N 135°27′37″E/34,668333 135,460278 |         | [ 14 ] [ 15 ] [ 16 ] |
| 5.  | ORC 200 大阪ベイタワー                                         | 200,0 / 656       | 51     | 1994           | hotel / biurowiec          | 34°40′10″N 135°27′39″E/34,669444 135,460833 |         | [ 19 ] [ 20 ] [ 21 ] |
| 6.  | Nakanoshima Festival Tower 中之島フェスティバルタワー 東地区   | 199,0 / 653       | 39     | 2012           | biurowiec                  | 34°41′36″N 135°29′47″E/34,693333 135,496389 |         | [ 23 ] [ 24 ] [ 25 ] |
| 7.  | KEPCO Headquarters 関電ビルディング                            | 190,0 / 640       | 41     | 2004           | biurowiec                  | 34°41′33″N 135°29′32″E/34,692500 135,492222 |         | [ 27 ] [ 28 ] [ 29 ] |
| 8.  | HERBIS Osaka ハービスOSAKA                                     | 189,7 / 622       | 40     | 1997           | hotel / biurowiec          | 34°41′54″N 135°29′33″E/34,698333 135,492500 |         | [ 31 ] [ 32 ] [ 33 ] |
| 9.  | Umeda Hankyu Building 梅田阪急ビル・建替計画                   | 187,0 / 614       | 41     | 2009           | biurowiec / handel         | 34°42′08″N 135°29′55″E/34,702222 135,498611 |         | [ 35 ] [ 36 ] [ 37 ] |
| 10. | The Tower ザ・タワー大阪                                       | 185,0 / 607       | 52     | 2008           | mieszkalny                 | 34°41′40″N 135°29′21″E/34,694444 135,489167 |         | [ 40 ] [ 41 ] [ 42 ] |